# Тбилиски метрополитен
Тбилиският метрополитен (на грузински: თბილისის მეტროპოლიტენი) е метросистемата в Тбилиси, Грузия. Въведен е в експлоатация на 11 януари 1966 г. През 2017 г. има обща дължина 27 km и 23 станции, разположени на две линии – Ахметели-Варкетилска и Сабурталинска.

## Линии
| #      | Име на линията             | Година на откриване | Дължина   | Брой на станциите |
| ------ | -------------------------- | ------------------- | --------- | ----------------- |
| 1      | Ахметели-Варкетилска линия | 1966                | 19,613 km | 16                |
| 2      | Сабурталинска линия        | 1979                | 7,690 km  | 7                 |
| 3      | Линия в строеж             |                     | 5         | 5                 |
| Всичко | Всичко                     | Всичко              | 27,303 km | 23                |